# 乌苏里鸢尾
乌苏里鸢尾（学名：Iris maackii）为鸢尾科鸢尾属的植物。分布于俄罗斯远东地区以及中国大陆的黑龙江、辽宁等地，生长于海拔400米的地区，一般生长在水边湿地或沼泽地，目前尚未由人工引种栽培。